# 嶋崎遙香
嶋崎遙香（日语：嶋崎 はるか，8月1日—），日本女性配音員。出身於北海道。A型血。

## 人物簡介
賢Production所屬。擅長方言為北海道方言。

### 逸事
1997年，嶋崎於參演電視動畫《電光快車俠》第139話時，其劇中登場的超級北斗號與快速機場號的合體技名稱「道產子盾」，是嶋崎用自己的出身地所進行命名的。

## 演出作品
※粗體字表示說明飾演的主要角色。

### 電視動畫
1996年
- 逮捕令（金子留理子）
- 蠟筆小新（女高中生A）

1997年
- 電光快車俠（希望號、神田峰代）

2000年
- 無敵王Trizenon（日语：無敵王トライゼノン）（宗像宇美）

2001年
- 犬夜叉（村莊女孩、雪）
- 逮捕令 Second Season（金子留理子[3]）
- 魔力女管家（椎名永美）
- 聖石小子（博物館導遊）

2002年
- 閃靈二人組（橘理子）
- 電光快車俠2（神田峰代[4]、希望號〈回想〉）
- 驚爆危機（赤城真奈美）
- 魔力女管家 ～更美麗的事物～（椎名永美）

2003年
- 偵探學園Q（大鳥志津子）

### OVA
1994年
- 逮捕令（金子留理子）

1998年
- 在夢中相遇（日语：夢で逢えたら (漫画)）（瀨戶美奈子[5]）

1999年
2007年
- 多美卡超級大作戰！（美莎隊員、團幹部B、警犬約翰、幼稚園園童、接線員）

2008年
- 多美卡超級大冒險！（浩二、Wink公主、美莎隊員、警犬約翰、隊員、接線員）

2009年
- DVD[6]（淺間隊員、小町隊員、蓮隊員、美莎隊員、1號、市民）
- 去吧！多美卡少年們（日语：レッツゴー!トミカボーイズ）（勇氣、隊員、美莎隊員、警犬約翰、燕隊員、恐龍、被關在地下街的幼稚園園童、接線員）

2010年
- 去吧！多美卡少年們F5（日语：レッツゴー!トミカボーイズF5）（勇氣、警備機器人、燕隊員、嶋崎記者、接線員）

2013年
- 爆走！多美凱薩（日语：爆走!トミカイザー）（沙織巡査、秋山播報員、太郎、接線員）

2017年
- 多美卡大作戰！（日语：トミカ大作戦!）（機器人Q）

### 電影動畫
1999年
- 逮捕令 the MOVIE（金子留理子）

2013年
- 豪華3鼎立！多美卡列車電影祭（日语：豪華3本立て!トミカ・プラレール映画まつり）（小鐵、大地的母親、沙織巡査、博士）

2014年
- 更多！多美卡列車電影祭（小鐵、博士、神殿神明）

### 網路動畫
2013年
- 多美卡超救援系列 緊急配備!! 救援列車、特警列車、建築列車（接線員）

### 遊戲
1997年
- COTTOn 2（日语：コットン (ゲーム)）（娜塔·德·科頓）
- 超時空要塞 愛，還記得嗎？（接線員）
- （獨樂光[7]、查美克·薩馬佩特[8]）

1998年
- COTTOn Boomerang（日语：コットン (ゲーム)）（娜塔·德·科頓）
- 少女之夢2（日语：ヒロイン・ドリーム）（附加配音）

1999年
- '99 Ball Game Are GO！GO！（旁白）
- 東京惑星（直美）

2003年
2005年
- 武藏傳II 劍聖（村人、敵人）

2006年
- BLOOD+ ONE NIGHT KISS（日语：BLOOD+ ONE NIGHT KISS）（長岐曜子）

2008年
- ZODIAC（神秘少年）
- ZODIAC PSP版（天道明日[9]）

2009年
- 桃華月憚 -光風的陵王-（鬼梗、水野美野里）

### 外語配音

#### 電影
- 影子滅殺令（The Ghost Writer）（Tina）

### 廣播劇CD
- 裝甲惡鬼村正 ～妖甲秘聞～（三世村正）
- 電光快車俠 Travel DJ Show（希望號）

### 廣播
- The BAY☆LINE（日语：The BAY☆LINE）

### 廣告
- 電光快車俠系列（希望號）
  - 超DX希望號
  - 單品系列
- Plarail系列（旁白）
  - 古代冒（劍一）
  - 機關車基地與5位整備士（整備員夥伴）
  - （駕駛員）
  - 700系
  - 日本全
  - N700系新幹線
  - 地下
  - 遊！踏切
  - 遊！！
  - D51
  - 新幹線高架
  - 連結！E5系&前
  - 列車
  - 遊！N700系前
  - 遊！
  - 連結！E6系&踏切
  - 新幹線形！E6系
  - E7系北陸新幹線 立
  - 電車！
  -  笛e7系北陸新幹線
  - 遊！DX踏切
  - 回！車台基地
  - 運！
  - 2017年度Tomica博&Plarail博
  - 今日長！！

### 其它
- Plarail博（小鐵）
- Plarail Pico（日语：キッズコンピュータ・ピコ）（健一[10]）
- 全員集合！2003 
- 多美卡Plarail影像（小鐵〈2009年－〉、嶋崎記者〈2010年－〉、蓮隊員、美莎隊員、翼隊員、淺間隊員、燕隊員、市民、接線員、湯瑪士旁白）
- Tomica Special DVD（燕隊員〈2012年〉、湯瑪士旁白、旁白〈2014〉、觀測員）
- 全員集合！（[11]）
- （[12]）
- 我們的新幹線1號&2號（小鐵[13]）
- 我們的工作通勤電車（小鐵[14]）
- 我們的工作特急電車（小鐵[15]）
- ！E7系新幹線（小鐵）

## 音樂作品

### 角色歌曲
| 發行日期 | 標題   | 名義                              | 曲名               | 備註                                |
| 2011年   | 2011年 | 2011年                            | 2011年             | 2011年                              |
| -------- | ------ | --------------------------------- | ------------------ | ----------------------------------- |
| －       | －     | 小T（鐵炮塚葉子）、小鐵（崎遙香） | 「&」              | 《多美卡Plarail 錄影帶 2011》插入歌 |
| 2012年   |        |                                   |                    |                                     |
| －       | －     | 小鐵（崎遙香）                    | 「出進行！」       | 《多美卡Plarail 錄影帶 2012》插入歌 |
| 2013年   |        |                                   |                    |                                     |
| －       | －     | 小鐵（崎遙香）                    | 「走！E6系新幹線」 | 《多美卡Plarail DVD 2013》插入歌    |
| －       | －     | 小鐵（崎遙香）                    | 「完成！！」       | 《多美卡Plarail DVD 2013》插入歌    |
| 2017年   |        |                                   |                    |                                     |
| －       | －     | 小T（鐵炮塚葉子）、小鐵（崎遙香） | 「歌」             | 玩具《多美卡》相關歌曲              |

## 腳註

## 外部連結
- 賢Production公式官網的聲優簡介 （页面存档备份，存于） （日語）
- 嶋崎遙香的X（前Twitter） （日語）